# Mesterszállás, Jász-Nagykun-Szolnok
Mesterszállás  este un sat în districtul Mezőtúr, județul Jász-Nagykun-Szolnok, Ungaria, având o populație de 816 locuitori (2011). 

## Demografie
Componența etnică a satului Mesterszállás
     Maghiari (99,27%)
     Germani (0,73%)
Componența confesională a satului Mesterszállás
     Fără religie (11,27%)
     Reformați (7,84%)
     Luterani (1,1%)
     Necunoscută (79,78%)
     Alte religii (0,49%)
Conform recensământului din 2011, satul Mesterszállás avea 816 locuitori. Din punct de vedere etnic, majoritatea locuitorilor (99,27%) erau maghiari. Nu există o religie majoritară, locuitorii fiind persoane fără religie (11,27%), reformați (7,84%) și luterani (1,1%). Pentru 79,78% din locuitori nu este cunoscută apartenența confesională.